# Émile Leva
Émile Leva, född 13 december 1931, är en friidrottare från Belgien. Han deltog vid olympiska sommarspelen 1956.